# NGC 7629
NGC 7629 é uma galáxia lenticular (S0) localizada na direcção da constelação de Pisces. Possui uma declinação de +01° 24' 13" e uma ascensão recta de 23 horas, 21 minutos e 19,3 segundos.
A galáxia NGC 7629 foi descoberta em 19 de Outubro de 1864 por Albert Marth.